# Masahiro Koga
Masahiro Koga (jap. 古賀 正紘, Koga Masahiro; * 8. September 1978 in Ōkawa) ist ein japanischer Fußballspieler.

## Laufbahn
Masahiro Koga begann mit dem Fußball während der Grundschule, wo er für den Verein Ōkawa Sports Shōnendan spielte, dann in der Mannschaft der Mittelschule Ōkawa und wechselte dann an die Oberschule Fukuoka-Ost (Higashi-Fukuoka), die eine Vielzahl an Profifußballern hervorgebracht hat. Nach seinem Schulabschluss wurde er 1997 vom Erstligisten Nagoya Grampus Eight unter Vertrag genommen, wo er bis 2006 blieb. 2007 wechselte er zu Kashiwa Reysol, 2010 zu Júbilo Iwata und 2012 zum Zweitligisten Avispa Fukuoka, wo er bis 2015 spielte.
Mit der U-17-Juniorenmannschaft qualifizierte er sich für die Junioren-Fußballweltmeisterschaft 1995 und mit der U-20-Auswahl für die Junioren-Fußballweltmeisterschaft 1997, wo er ein bzw. zwei Tore schoss. Er war zudem Mitglied der U-23-Olympiaauswahl für die Olympischen Sommerspiele in Sydney, wo er in sieben Spielen zum Einsatz kam.

## Errungene Titel
- Kaiserpokal: 1999
- J. League Cup: 2010